# Міура Юїтіро
Юїчиро Міура (яп. 三浦雄一郎; Miura Yūichirō; нар. 12 жовтня 1932) - японський альпініст. У 2013 році, у віці 80 років, зійшовши на Еверест, став найстарішим підкорювачем Евересту.

## Біографія
Юїчиро Міура народився 12 жовтня 1932 у місті Аоморі. Його батьком - знаменитий лижник і мандрівник Кейзо Міура, який у віці 77 років здійснив сходження на Кіліманджаро, а у віці 99 років спустився на лижах з гори Монблан. Наслідуючи батька, Юїчиро почав кататися на лижах. Він відомий в Японії як «хрещений батько екстремального спуску»: в 1964 році Юїчиро Міура встановив світовий рекорд, спустившись на лижах з Фудзіями зі швидкістю 172 км/год. Потім були спуски і з інших піків, включаючи Еверест в 1970 році. Під час спуску з Евересту він дивом вижив, але його група супроводу, шестеро провідників-шерпів, загинула. Про цю подію у 1975 році зняли документальний фільм «Людина, яка спустилася на лижах з Евересту» («The Man Who Skied Down Everest»), який отримав премію Оскар як найкращий документальний фільм.
Згодом, він ще тричі покорив Еверест: у 2003, 2008 та 2013 році. Під час останнього сходження, у віці 80 років, він побив світовий рекорд, ставши найстарішим підкорювачем Евересту (попередній рекорд встановив непалець Мін Бахадур Шерхан у 2008 році у віці 76 років). До підкорення вершини альпініст переніс чотири операції на серці, що могло завадити побити рекорд. У сходженні йому допомагали його син Гота Міура та команда альпіністів.